# Liste der Kulturdenkmale in Felde
In der Liste der Kulturdenkmale in Felde sind alle Kulturdenkmale der schleswig-holsteinischen Gemeinde Felde im Kreis Rendsburg-Eckernförde und ihrer Ortsteile aufgelistet (Stand: 10. März 2025).

## Legende
In den Spalten befinden sich folgende Informationen:
- Objekt-ID: die Nummer des Kulturdenkmales
- Lage: die Adresse des Kulturdenkmales und die geographischen Koordinaten. Kartenansicht, um Koordinaten zu setzen. In der Kartenansicht sind Kulturdenkmale ohne Koordinaten mit einem roten Marker dargestellt und können in der Karte gesetzt werden. Kulturdenkmale ohne Bild sind mit einem blauen Marker gekennzeichnet, Kulturdenkmale mit Bild mit einem grünen Marker.
- Offizielle Bezeichnung: Bezeichnung des Kulturdenkmales
- Beschreibung: die Beschreibung des Kulturdenkmales
- Bild: ein Bild des Kulturdenkmales

## Sachgesamtheiten
| Objekt-ID | Lage                                         | Offizielle Bezeichnung | Beschreibung | Bild |
| --------- | -------------------------------------------- | ---------------------- | --- | ---- |
| 50295     | Wulfsfelder Weg (54° 17′ 41″ N, 9° 57′ 2″ O) | Hof Wulfsfelde         | Hof Wulfsfelde; 1932-1937, Architekt Ernst Prinz, Bauherr Johann Lubinus; Hofstelle mit Torhaus und Hauptgebäude, dem sog. Gutshaus, bestehend aus Wohnteil und angesetztem Wirtschaftstrakt, beide in Backstein, charakteristische ländliche Bauten der Heimatschutzarchitektur - Begründung: geschichtlich, künstlerisch, Kulturlandschaft prägend - Schutzumfang: sog. Gutshaus, Torhaus | BW   |

## Bauliche Anlagen
| Objekt-ID      | Lage                                              | Offizielle Bezeichnung        | Beschreibung | Bild            |
| -------------- | ------------------------------------------------- | ----------------------------- | --- | --------------- |
| 10004 Wikidata | Dorfstraße 18 (54° 18′ 30″ N, 9° 56′ 36″ O)       | ehem. Durchfahrtscheune       | Alteintragung (Aktualisierung vorgesehen) - Begründung: geschichtlich, Kulturlandschaft prägend - Schutzumfang: gesamtes Objekt - Denkmaltyp: Bauliche Anlage | Fotos hochladen |
| 7742 Wikidata  | Gut Klein Nordsee 1 (54° 18′ 54″ N, 9° 57′ 18″ O) | Gut Klein Nordsee: Torhaus    | Torhaus des Gutes Klein Nordsee; 1894; langgestreckter, mehrflügeliger Backsteinbau mit flachem Satteldach und zentralem Turmrisalit über der Durchfahrt, zweigeschossig, Fachwerk im Dachgeschoss - Begründung: geschichtlich, Kulturlandschaft prägend - Schutzumfang: gesamtes Objekt - Denkmaltyp: Bauliche Anlage                                                                         | BW              |
| 850 Wikidata   | Parkweg 8 (54° 18′ 49″ N, 9° 57′ 22″ O)           | Gut Klein Nordsee: Herrenhaus | Herrenhaus Klein Nordsee; 1701, im Kern 16./17. Jh.; zweigeschossiger Breitbau mit kurzen Rückflügeln, Walmdach, hochwertige künstlerische Ausstattung aus der Bauzeit. - Begründung: geschichtlich, künstlerisch, Kulturlandschaft prägend - Schutzumfang: gesamtes Objekt - Denkmaltyp: Bauliche Anlage                                                                                      | Fotos hochladen |
| 12845 Wikidata | Resenis 11 (54° 17′ 15″ N, 9° 55′ 2″ O)           | Ferienhaus                    | Alteintragung (Aktualisierung vorgesehen) - Begründung: geschichtlich, städtebaulich, Kulturlandschaft prägend - Schutzumfang: gesamtes Objekt - Denkmaltyp: Bauliche Anlage | BW              |
| 12846 Wikidata | Wiesenweg 22 (54° 18′ 0″ N, 9° 57′ 6″ O)          | Haus Hochfeld                 | Alteintragung (Aktualisierung vorgesehen) - Begründung: Alteintragung (Aktualisierung vorgesehen) - Schutzumfang: Alteintragung (Aktualisierung vorgesehen) - Denkmaltyp: Bauliche Anlage | BW              |
| 28435 Wikidata | Wiesenweg 22 (54° 17′ 59″ N, 9° 57′ 7″ O)         | Terrassenmauer mit Pergola    | Alteintragung (Aktualisierung vorgesehen) - Begründung: Alteintragung (Aktualisierung vorgesehen) - Schutzumfang: Alteintragung (Aktualisierung vorgesehen) - Denkmaltyp: Bauliche Anlage | BW              |
| 7743           | Wulfsfelder Weg (54° 17′ 41″ N, 9° 57′ 3″ O)      | Torhaus                       | Hof Wulfsfelde, Torhaus; 1937, Bauherr Johann Lubinus; langgestreckter eingeschossiger Backsteinbau mit Walmdach im Stil der Heimatschutzarchitektur, erhöhter Mittelrisalit mit Tordurchfahrt - Begründung: geschichtlich, künstlerisch, Kulturlandschaft prägend - Schutzumfang: gesamtes Objekt - Denkmaltyp: Bauliche Anlage, Sachgesamtheit: Hof Wulfsfelde                               | BW              |
| 9827           | Wulfsfelder Weg (54° 17′ 40″ N, 9° 57′ 3″ O)      | sog. Gutshaus                 | Hof Wulfsfelde, sog. Gutshaus; 1932, Architekt Ernst Prinz, Bauherr Johann Lubinus; zweigeschossiges Wohnhaus mit quer angesetztem Wirtschaftstrakt (ehem. Kuhstall mit darüber liegendem Heuboden), Heimatschutzarchitektur - Begründung: geschichtlich, künstlerisch, Kulturlandschaft prägend - Schutzumfang: gesamtes Objekt - Denkmaltyp: Bauliche Anlage, Sachgesamtheit: Hof Wulfsfelde | BW              |

## Quelle
- Liste der Kulturdenkmale in Schleswig-Holstein – Kreis Rendsburg-Eckernförde

- Karte mit allen Koordinaten:
- OSM |
- WikiMap